# Kubaara
Kubaara (Ara tricolor) är en utdöd fågelart i familjen västpapegojor inom ordningen papegojfåglar. Arten förekom tidigare endemiskt på öarna Kuba och Isla de la Juventud, men har inte rapporterats förekomma i naturen sedan år 1864. Den internationella naturvårdsunionen IUCN kategoriserar arten som utdöd.